# Thieves' Gold
Thieves' Gold (Brasil: Quando se Ama ) é um filme norte-americano de 1918, do gênero faroeste, dirigido por John Ford e estrelado por Harry Carey. O filme é presumidamente considerado perdido.

## Elenco
- Harry Carey ... Cheyenne Harry
- Molly Malone ... Alice Norris
- John Cook ... Uncle Larkin
- Martha Mattox ... Mrs. Larkin
- Vester Pegg ... Curt Simmons como "Padden"
- Harry Tenbrook ... "Colonel" Betoski
- Helen Ware ... Mrs. Savage
- L. M. Wells ... Savage
- Millard K. Wilson ... Papel indeterminado